# گرگ سیپس
گرِگ سیپس (انگلیسی: Greg Cipes؛ زادهٔ ۴ ژانویهٔ ۱۹۸۰) یک هنرپیشه، صداپیشه، خواننده، و بازیگر سینما اهل ایالات متحده آمریکا است. وی از سال ۱۹۹۸ میلادی تاکنون مشغول فعالیت بوده‌است.
از فیلم‌ها یا برنامه‌های تلویزیونی که وی در آن نقش داشته است می‌توان به دنیای وحش، جان تاکر باید بمیرد اشاره کرد.